# (6861) 1991 FA3
(6861) 1991 FA3 (1991 FA3, 1974 FK1, 1976 SV9, 1982 UY9, 1987 RF3, 1988 VG6, 1993 TP11) — астероїд головного поясу, відкритий 20 березня 1991 року.
Тіссеранів параметр щодо Юпітера — 3,169.